# جيمس فيرغسون (عالم إنسان)
جيمس فيرغسون (بالإنجليزية: James Ferguson)‏ هو عالم إنسان أمريكي، ولد في 16 يونيو 1959.